# Adrián Di Monte
Adrián Gómez Rodríguez conocido como Adrián Di Monte (Santa Clara, Cuba; 31 de julio de 1990) es un actor,  y conductor cubano que reside en México. Conocido por su participación en telenovelas como: ¿Quién es quién?, Señora Acero y La doble vida de Estela Carrillo así como ganador de Reto 4 Elementos.

## Carrera
A los 15 años dejó Cuba y se trasladó junto con su familia a Estados Unidos. Apasionado del arte desde niño, sobre todo de la pintura, decidió llegado el momento decantarse por la arquitectura, carrera que terminó pero que nunca ejerció porque la actuación se cruzó de casualidad en su camino.
Comenzó trabajando para las cadenas Univisión y Venevisión obteniendo diversas y breves participaciones en telenovelas como Eva Luna, Mi corazón insiste en Lola Volcán, Aurora entre otras.
En 2015, desempeñó su trayectoria en la cadena de habla hispana Telemundo y participó en la telenovela ¿Quién es quién? interpretando a Eugenio, el hermano de la protagonista, Paloma Danna Paola.
En 2016, obtuvo el papel de Abelardo Casares, el primer amor de la protagonista Vicenta Rigores Carolina Miranda, en la súper serie de Telemundo; Señora Acero 3.
En 2017 emigró a México, siendo contratado por la televisora Televisa, participando en el papel de Joe en la telenovela La doble vida de Estela Carrillo, compartiendo créditos con Erika Buenfil, Ariadne Díaz y David Zepeda.
En 2017, firmó un contrato de exclusividad con Televisa. También participó en la cuarta temporada del programa mexicano Bailando por un sueño en la cual obtuvo el primer lugar junto con su compañera de baile Montserrat Yescas.

## Filmografía

### Telenovelas
| Año       | Telenovela                        | Personaje                         |
| --------- | --------------------------------- | --------------------------------- |
| 2010      | Eva Luna                          | Humberto                          |
| 2010      | Aurora                            | Invitado                          |
| 2011      | Mi corazón insiste en Lola Volcán | "Papi"                            |
| 2013      | Rosario                           | Ignacio "Nacho" Gómez             |
| 2014      | Cosita linda                      | Santiago Rincón                   |
| 2014      | Voltea pa' que te enamores        | Armando Romero                    |
| 2015-2016 | ¿Quién es quién?                  | Eugenio Hernández                 |
| 2016      | Señora Acero: La Coyote           | Abelardo Casares / Abelardo Ochoa |
| 2017      | La doble vida de Estela Carrillo  | Joe Hernández                     |
| 2019      | Cita a ciegas                     | Roberto "Bobby" Silva Esquivel    |
| 2021      | Diseñando tu amor                 | Leonardo Casanova Morales         |
| 2022      | La madrastra                      | Álvaro González                   |
| 2023-2024 | El maleficio                      | Jorge                             |

### Programas
| Año       | Programas                          | Participación | Ref.          |
| --------- | ---------------------------------- | ------------- | ------------- |
| 2025      | La casa de los famosos México      | 2.º eliminado | [ 11 ]        |
| 2024      | La isla: desafío extremo           | Ganador       | [ 12 ] [ 13 ] |
| 2022      | El Retador                         | ¿?            | [ 14 ]        |
| 2022–2023 | Reto 4 elementos (temporada 3 y 4) | Presentador   | [ 15 ]        |
| 2022      | Inseparables: amor al límite       | 9.° eliminado | [ 16 ]        |
| 2021      | Así se baila                       | 3.er puesto   | [ 17 ]        |
| 2018      | Reto 4 elementos: Nada será igual  | Ganador       | [ 18 ]        |
| 2018      | Pequeños gigantes                  | Juez          | [ 19 ]        |
| 2017      | Bailando por un sueño              | Ganador       |               |